# The Return of the Gangsta
Albums de Coolio
El Cool Magnifico
(2002) Steal Hear
(2008)
Singles
1. Gangsta Walk
Sortie : 2006

The Return of the Gangsta est le sixième album studio de Coolio, sorti le 16 octobre 2006.

## Liste des titres
| No  | Titre                                             | Durée |
| --- | ------------------------------------------------- | ----- |
| 1.  | Intro                                             | 0:43  |
| 2.  | Let It Go                                         | 3:35  |
| 3.  | Gangsta Walk (featuring Snoop Dogg et Gangsta-Lu) | 3:51  |
| 4.  | Do It (featuring Goast)                           | 4:19  |
| 5.  | Drop Something (featuring Brasa)                  | 3:37  |
| 6.  | Bloops                                            | 0:30  |
| 7.  | Make Money (featuring Gangsta-Lu)                 | 4:17  |
| 8.  | Lady & Gangsta (featuring Miss K-La)              | 4:23  |
| 9.  | Daddy's Song (featuring Artisha)                  | 4:06  |
| 10. | One More Night (featuring L. V.)                  | 4:12  |
| 11. | Loosemobile                                       | 0:34  |
| 12. | Dip It (featuring Gangsta-Lu)                     | 3:30  |
| 13. | Keep on Dancing                                   | 3:48  |
| 14. | 87% Wrpm                                          | 0:09  |
| 15. | Keep It Gangsta                                   | 4:12  |
| 16. | They Don't Know (featuring Black Orchid)          | 3:55  |
| 17. | West Coast Anthem                                 | 4:41  |
| 18. | Outro                                             | 0:50  |